# Ladebordwand

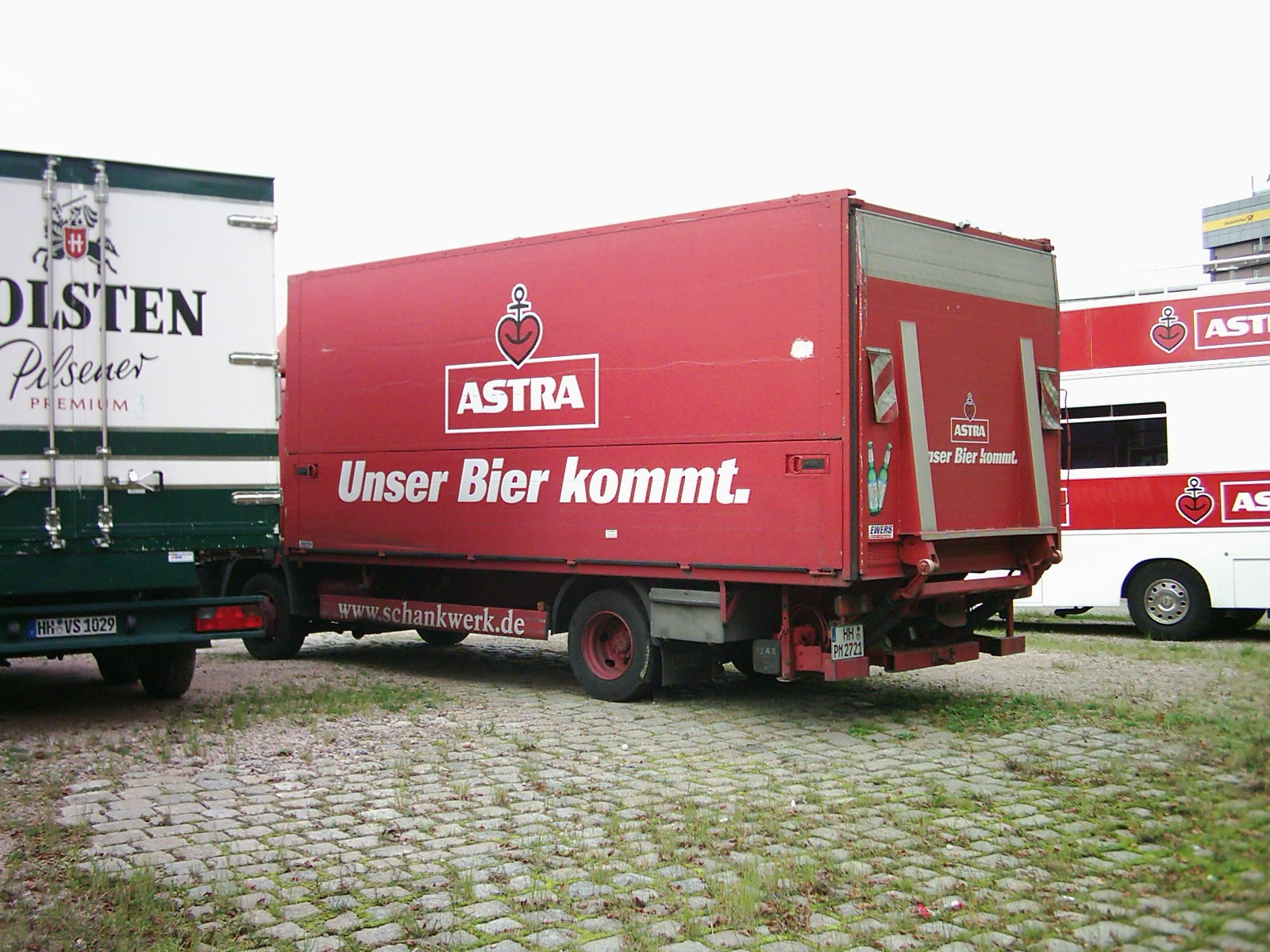
Ladebordwand geschlossen

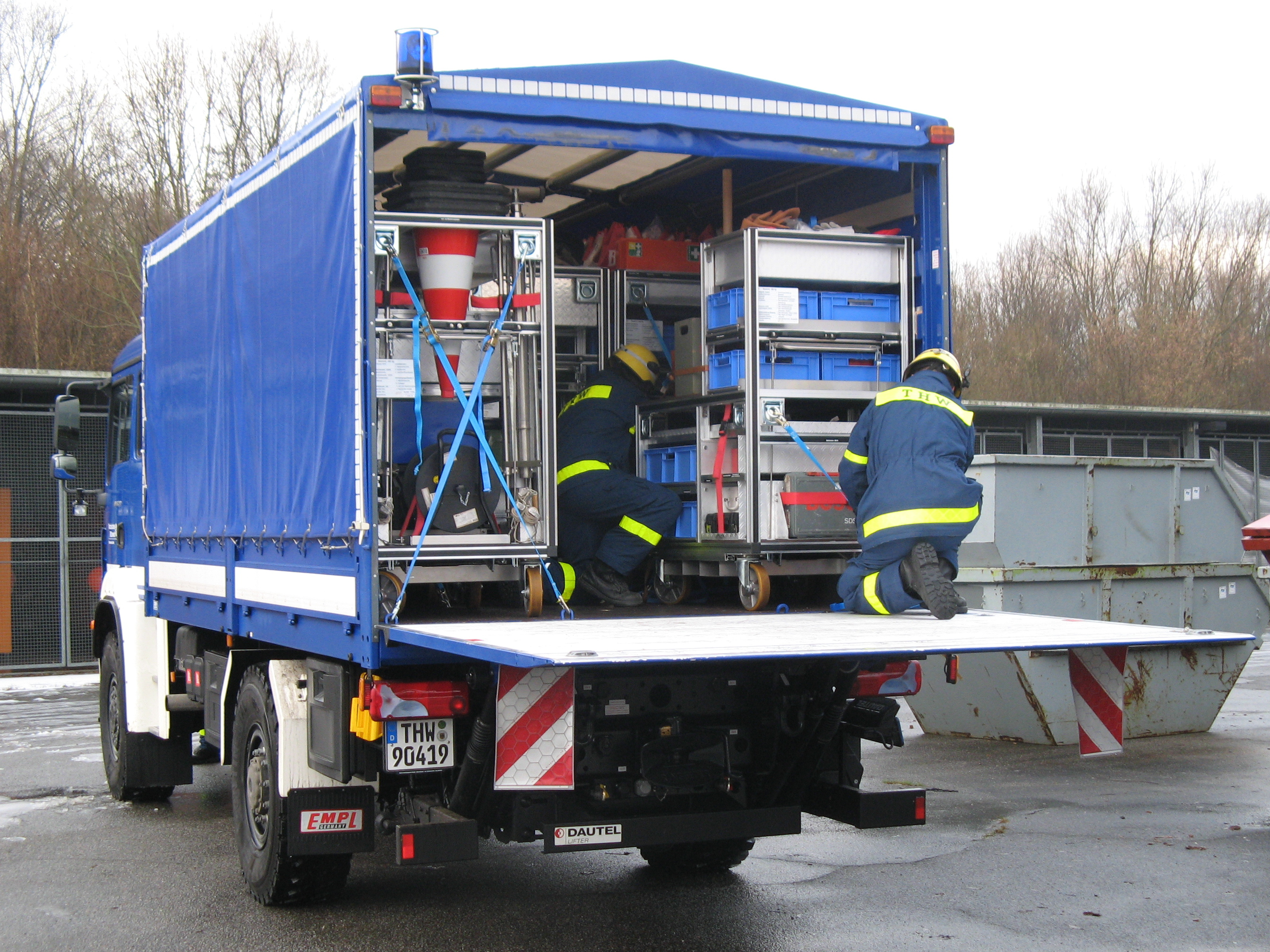
Ladebordwand hochgefahren

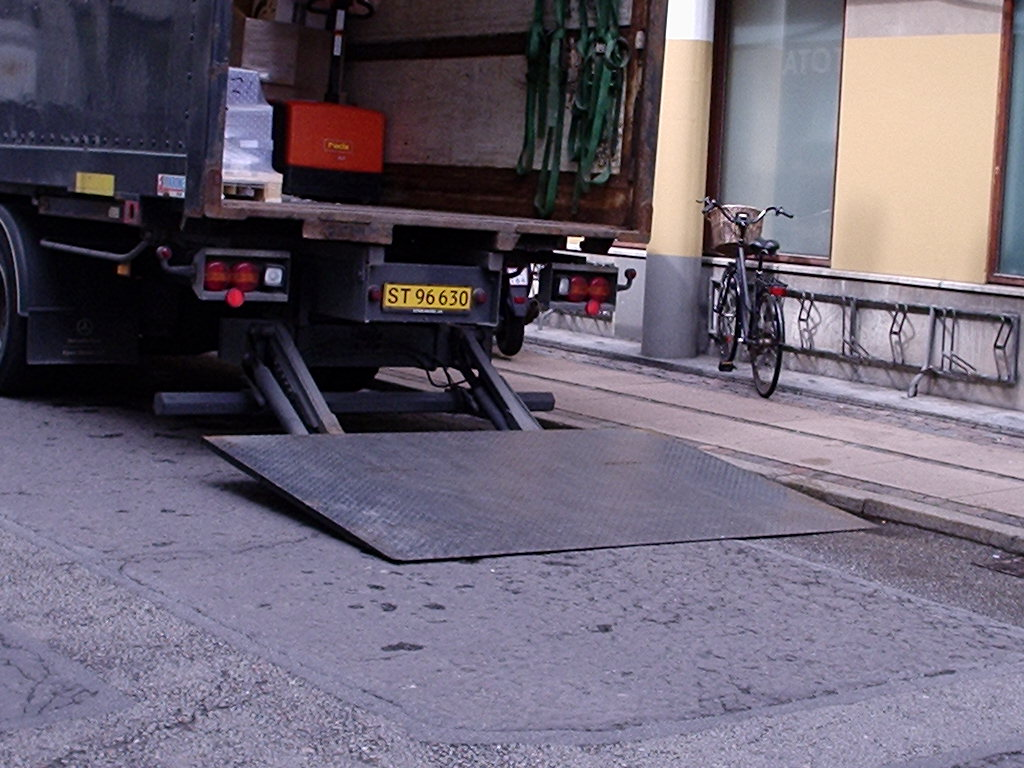
Ladebordwand abgesenkt

Als Ladebordwand (Synonym: Hubladebühne) wird eine Bordwand eines Lkw (oder Anhängers) bezeichnet, die sich für ein leichteres Be- und Entladen von Frachtgut auf das Fahrbahnniveau absenken lässt. Sie wird oft auch als Hebebühne bezeichnet, wobei dieser Begriff erheblich umfassender ist und sich z. B. auch auf Hebebühnen in Kfz-Werkstätten erstreckt.
Zumeist wird die Bordwand am Fahrzeugheck durch die Ladebordwand ersetzt. Es gibt aber auch Sonderbauten für die Fahrzeugseiten.

## Allgemeines
Die fest angebrachte Hubladebühne kann von senkrecht (Fahrposition) zu waagerecht (Ladeposition) geneigt und dann waagerecht abgesenkt oder angehoben werden. Diese Bewegung wird meistens direkt (Parallelogramm) oder indirekt (Vertikallift) durch Hydraulikzylinder erreicht, deren Hydraulikpumpe elektrisch oder durch einen Nebenabtrieb (Druckausgleichszylinder) im Aggregat angetrieben wird.
Hubladebühnen, eingeteilt in verschiedene Gewichtsklassen (500 kg, 750 kg, 1 t, 1,5 t, 2 t, 2,5 t, 3 t, 4 t, 5 t, 6 t, 7,5 t, 9 t), erlauben das Be- und Entladen von schweren Gütern, auch wenn weder Verladerampe noch Gabelstapler zur Verfügung steht. Lkw mit Ladebordwand werden meistens im Güternahverkehr für Hauszustellungen verwendet. Palettierte Güter können mit einem Hubwagen von der Lkw-Ladefläche auf die Ladebordwand bewegt werden, die dann die Palette auf das Fahrbahnniveau absenkt. Von dort kann die Palette dann über die Straße weitertransportiert werden. Die Ladebordwand als Teil des Aufbaus erfordert keine zusätzlichen Türen, wenn sie bündig mit dem Aufbaurahmen abschließt.

## Funktionsweise und Bedienung

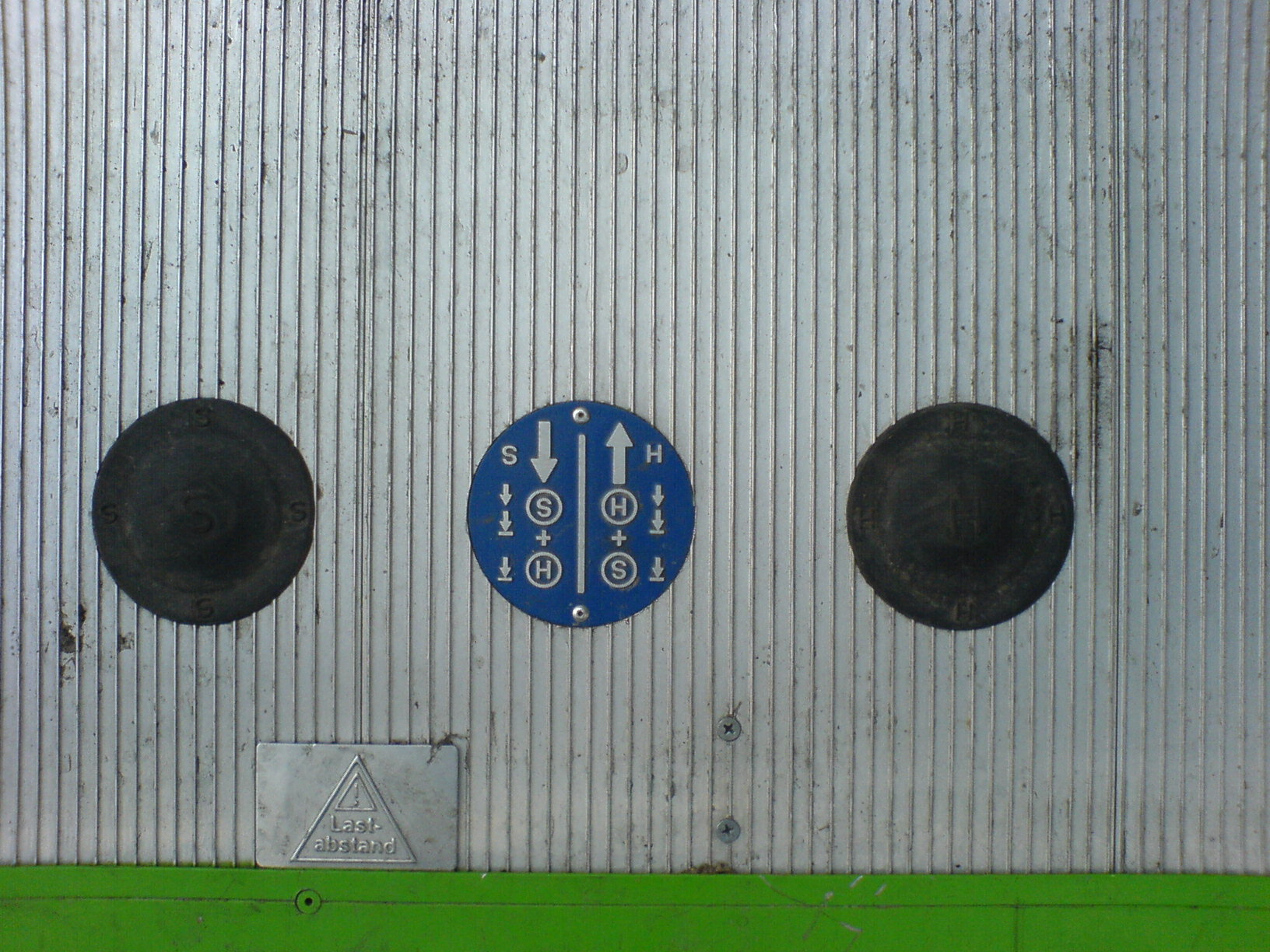
Fußschalter auf einer Ladebordwand

Die Bühne wird zunächst auf ein Niveau mit der regulären Ladefläche gebracht, nachdem sie in ihrer Lage um 90 Grad verändert wurde. Anschließend wird die Ladung auf die Plattform verbracht, die nun auf Bodenniveau abgesenkt wird, wo die Ladung das Fahrzeug verlassen kann.
Die Bedienung erfolgt entweder von der Ladefläche aus, und zwar per Fußtasten oder Tastern am Heck des Lkw, oder aber mithilfe von Bedienelementen an der Seite des Fahrzeuges.
Speziell in Ladezonen müssen Fahrzeugführer darauf achten, dass ausreichend Platz für das Absenken und Be- und Entladen der Ladebordwand frei bleibt.
Wird eine Hubladebühne regelmäßig mit Ware beladen, die schwerer ist, als sie von der Gewichtsklasse her ausgelegt ist, kann es zu Materialermüdungen kommen. Die Hubladebühne kann dann während eines Ladevorgangs absacken.

## Sonderformen

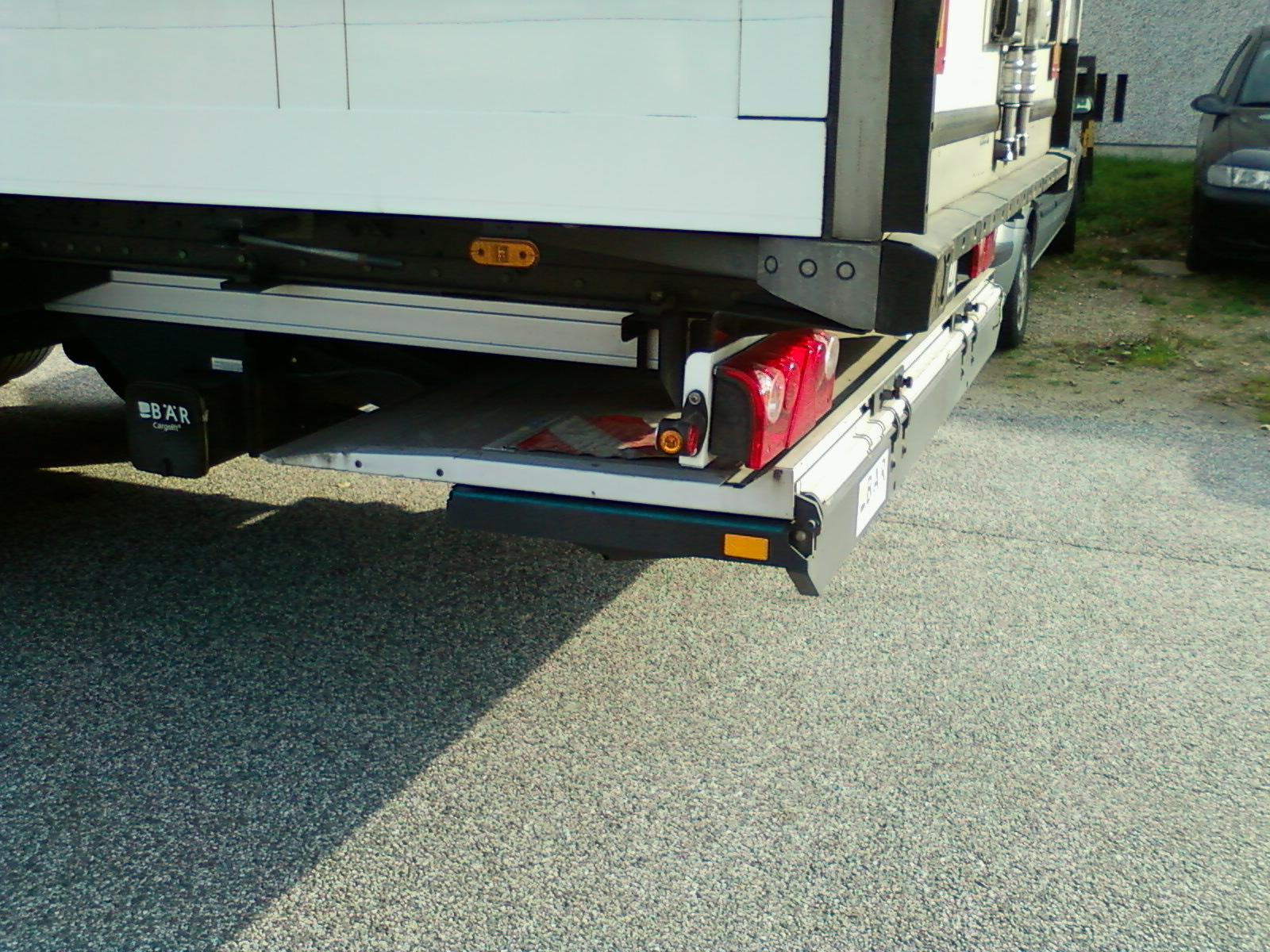
Unterfahrbare Hubladebühne in Fahrposition an einem Sattelauflieger

Eine Sonderform einer Hubladebühne ist die „faltbare“ Hebebühne. Während eine Ladebordwand normalerweise die rückwärtige Öffnung des Aufbaus verschließt, ist eine faltbare Hebebühne kein Teil des Aufbaus. Sie kann in der Mitte gefaltet und in diesem verkürzten Zustand dann unterhalb des Fahrzeugaufbaus eingeklappt oder eingefahren werden. Im Vergleich zu einer herkömmlichen Ladebordwand bietet dies den Vorteil, dass der Lkw auch an einer Laderampe andocken kann, ohne dass dabei jedes Mal vorher die Ladebordwand heruntergeklappt werden muss. In der Praxis sind Ladebordwände meistens an kleineren Lkw zu finden, wie sie vorwiegend in Verteilerverkehren im Güternahverkehr eingesetzt werden, weil hier die fehlenden Hecktüren die Arbeit erleichtern. Faltbare Hubladebühnen sind immer da zu finden, wo Vielseitigkeit gefordert ist, und der Mehraufwand, durch Falten bzw. Entfalten, beim Be- und Entladen nicht ins Gewicht fällt. Nachteile der faltbaren Hubladebühne sind lediglich ein erhöhter Wartungs- und Pflegeaufwand aufgrund der Falt- und Fahrmechanik bzw. Hydraulik.
Es gibt außerdem Vertikallifte, die allgemein im Motorsport und besonders oft in der Formel 1 eingesetzt werden. Bei diesen kann man z. B. zwei Fahrzeuge übereinander (Doppelstock) laden, die sich über den Vertikallift aus dem z. B. Auflieger herausfahren lassen.

## Sicherheit
Eine Hubladebühne muss nach jeder Seite hin sichtbar sein, damit der Verkehr nicht in die Ladebordwand fährt, wenn sie nicht in der Fahrposition ist. Dies erfolgt durch Markierungsfähnchen auf der Plattformunterseite und Blinkleuchten auf der Oberseite der ausgefahrenen Plattform. An den Seiten sind an der Plattform reflektierende Warnstreifen angebracht.
Ein Unterfahrschutz, entweder dreiteilig oder einteilig, ist ebenfalls Vorschrift.
Außerdem ist eine jährliche UVV-Prüfung nach BGR 500 und Herstellerangaben durchzuführen (wie eine TÜV-Prüfung), also eine Sicht- und Funktionsprüfung aller Schläuche, Verschraubungen, Bolzen, Tragarme, der Warneinrichtung, der Traglast mit Gewicht, von Beschilderung, Bedienungsanleitung, Hubzylindern und Kippzylindern sowie ein Ölwechsel.

## Hersteller
Die bekanntesten Ladebordwand-Hersteller sind:
- AMF (Produktion eingestellt)
- Anteo (6.000+ Ladebordwände/Jahr)
- Behrens Loading Systems (Produktion eingestellt)
- Dautel (3.500 Ladebordwände/Jahr)
- DEL UK (6.500)
- Dhollandia (35.000 Ladebordwände/Jahr)
- Easyloader Ladebordwände für Kastenwagen bis 3,5 t (250 Ladebordwände/Jahr)
- Gerd Bär (Bär Cargolift; 15.260 Ladebordwände/Jahr 2018)
- Kyokuto Kaihatsu
- QualiXperts (Patentinhaber elektromechanischer Antrieb)
- Palfinger (Palgate, Ratcliff, MBB; 14.000 Ladebordwände/Jahr)
- ShinMaywa
- Sörensen (2.000 Ladebordwände/Jahr)
- Zepro (22.000 Ladebordwände/Jahr)
- Zikun (seitliche Ladebordwände)